# Исматуллозода, Ширин Исматулло
Ширин Исматуллозода (тадж. Исматуллозода, Ширин Исматулло, до 2020 года — Ширин Исматуллоевна Хаитова, тадж. Ҳаитова Ширин Исматуллоевна; 14 марта 1970 года, Гиссарский район, Таджикская ССР, СССР) — лингвист, доктор филологических наук (2014). Заместитель премьер-министра с 14 февраля по 3 ноября 2020 года.

## Биография
Родилась 14 марта 1970 года в Гиссарском районе. В 1992 году окончила факультет таджикской филологии Таджикского государственного университета имени В. И. Ленина. Затем работала здесь стажёром кафедры истории языка и типологии, с 1994 по 1997 годы являлась аспирантом на этой кафедре, а до 2000 года — ассистентом.

## Дальнейшая трудовая деятельность
До 2006 года — старший преподаватель кафедры истории языка и типологии филологического факультета Таджикского государственного национального университета.
В 2006 году её назначают заместителем декана этого факультета, а в 2009 — начальником управления науки и технических инноваций ТНУ. Параллельно она обучалась в ТНУ на заочном отделении. В 2011 году она получает второй диплом — Таджикского национального университета по специальности «Юрист».
В 2012 году Ширин Исматуллозода становится директором Издательского учреждения «Образование и культура» Министерства образования Республики Таджикистан.
В 2014—2015 годы — проректор по учебной работе Таджикского государственного института языков имени С. Улугзаде.
С сентября 2015 года до 14 февраля 2020 года была директором Педагогического колледжа имени Хосият Махсумовой Таджикского государственного педагогического университета имени С. Айни.